# Fujiwara no Kamatari

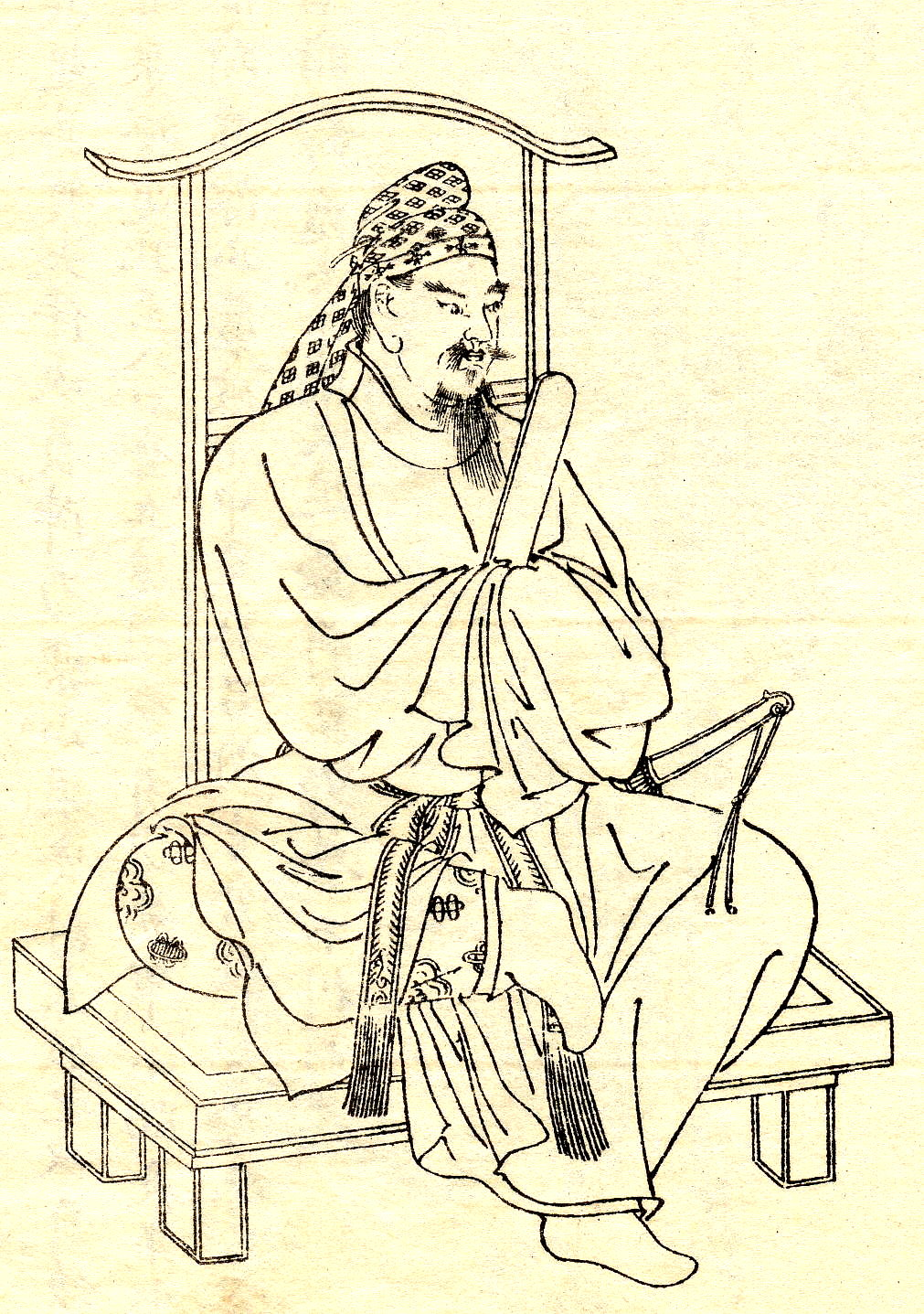
Fujiwara no Kamatari, Zeichnung von Kikuchi Yōsai (1788–1878)

Fujiwara no Kamatari (jap. 藤原 鎌足; * 614; † 669) war der Gründer des einflussreichen Familienclans der Fujiwara in Japan.

## Leben und Wirken
Fujiwara no Kamatari entstammte der Familie Nakatomi und war Sohn von Nakatomi no Mikeko, sein Geburtsname war daher Nakatomi no Kamatari (中臣 鎌足). Er erhielt den Namen Fujiwara erst kurz vor dem Tode von Kaiser Tenji.
Er war ein Freund und Unterstützer des Prinzen Naka no Ōe, des späteren Kaiser Tenji. 645 organisierten der Prinz und Kamatari einen Staatsstreich (Isshi-Zwischenfall), in dessen Verlauf sie Soga no Iruka erschlugen, der großen Einfluss auf Kaiserin Kōgyoku erlangt hatte.
Kamatari unterstützte den Kaiser zeit seines Lebens, der Kaiser gab ihm den höchsten Rang Taishokukan und einen neuen Clan-Namen, Fujiwara, als Ehrung.
Sein Sohn war Fujiwara no Fuhito (oder Fubito).